# Peugeot Type 177
La Peugeot type 177 berline est un modèle d'automobile Peugeot produit à partir de 1924 et succédant au type 163. Elle sera produite jusqu'en 1929.

## Historique
Ce modèle de berline concurrence la Citroën B2 et la Renault KZ. Elle est fabriquée dans les usines de Sochaux et implique un agrandissement important des usines.
|  |  |